# Сенегалски кукал
Сенегалски кукал (Centropus senegalensis) е вид птица от семейство Cuculidae.

## Разпространение и местообитание
Разпространен е в Ангола, Бенин, Ботсвана, Буркина Фасо, Габон, Гамбия, Гана, Гвинея, Гвинея-Бисау, Египет, Етиопия, Замбия, Зимбабве, Камерун, Кения, Демократична република Конго, Република Конго, Кот д'Ивоар, Либерия, Мавритания, Малави, Мали, Мозамбик, Намибия, Нигер, Нигерия, Сенегал, Сиера Леоне, Сомалия, Судан, Танзания, Того, Уганда, Централноафриканската република, Чад, Южен Судан и Южна Африка.